# Un samurai pe nume Jack
Un samurai pe nume Jack este al doilea episod al serialului de desene animate Samurai Jack.

## Subiect
Samuraiul este proiectat într-o lume complet nouă: un megalopolis cu zgârie-nori și mașini zburătoare. Când reușește să pună piciorul pe pământ, după salturi de pe o mașină pe alta, îi ies în cale trei adolescenți stranii, care îi admiraseră evoluția acrobatică și care se referă la el cu numele de Jack. De la ei află că stăpânul lumii nu este altul decât Aku, și uitându-se mai atent împrejur, observă numeroase reclame, în care Aku ba mănâncă un hamburger, ba bea ceva.
Căutând o băutură răcoritoare, samuraiul pătrunde într-un local cu muzică amețitoare și dans, înțesat de creaturi bizare și dușmănoase. După ce se luptă cu unele dintre ele, care se dovedesc a fi chiar roboți, atrage atenția unui grup de trei câini, iar aceștia îl invită la masa lor. Cei trei câini sunt arheologi: sir Dreyfuss Alexander, șeful excavărilor, Angus McDuffy, iubitor de artifacte, și sir Collin Buffon Jules Montgomery Rothschild III, pe scurt Rothie. Văzându-l rătutit, cei trei îl pun la curent cu situația actuală a lumii.
De la începuturile istoriei, Aku stăpânise lumea și îi secătuise resursele după bunul plac. Dar nefiindu-i de ajuns, și-a întins stăpânirea și pe alte planete, de unde au putut ajunge pe Pământ tot felul de indivizi dubioși, criminali, afaceriști fără scrupule și mercenari, în căutarea căpătuirii. Când samuraiul le spune că în lumea lui câinii nu vorbesc ci latră, le confirmă celor trei niște vechi mituri canine, care pomeneau acest lucru incredibil.
Cei trei câini îi povestesc și propria lor soartă: încercând să descopere mai multe despre trecutul strămoșilor, prin săpături arheologice, la un moment dat au dat peste niște pietre prețioase, care s-au dovedit o sursă de putere pentru Aku. Ca urmare, acesta i-a înrobit, condamnându-i la extracția giuvaerurilor și deturnându-i astfel de la menirea lor. Cei trei îl roagă să-i ajute să se elibereze și să se refugieze undeva unde să-și poată continua munca. În sfârșit, întrebat care este numele lui, samuraiul răspunde că i se spune Jack.
O picoliță din local, care trăsese cu urechea, îl informează pe Aku de planul câinilor și de prezența unui luptător străin. Aku se bucură că a venit momentul să scape definitiv de samurai.
Câinii îl conduc pe Jack la mină unde alți câini trudesc din greu, iar unul din ei dă alarma: dronele lui Aku se îndreaptă către ei spre a-i nimici și vor ajunge în zori.